# Яуза (парк)

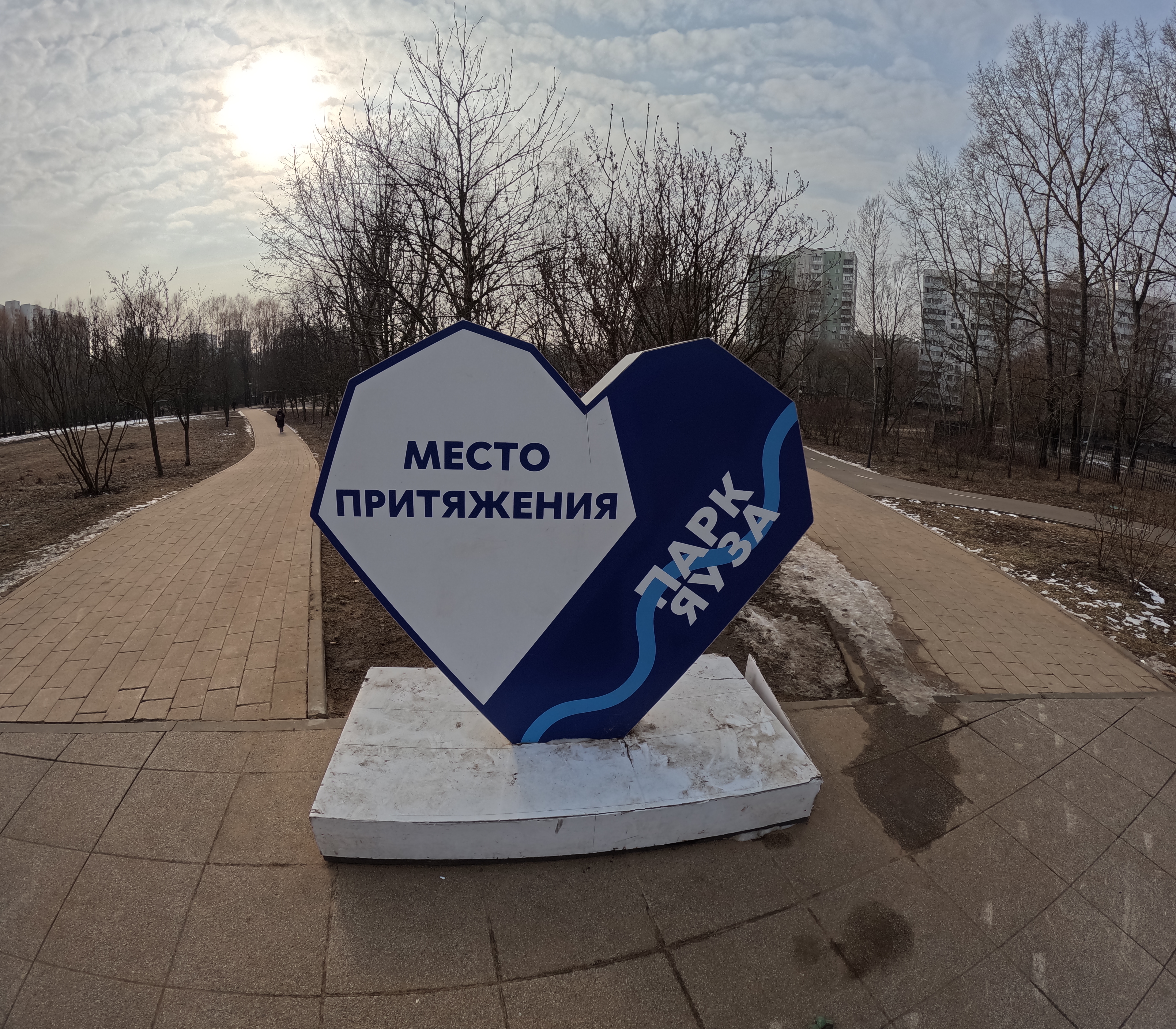
В Южном Медведково

«Суперпарк Яуза» — проект единого парка вдоль реки Яузы в Москве и подмосковных Мытищах. Площадь парка составит около 600 га, а протяженность – около 20 км. После завершения работ «Яуза» будет самым протяженным парком Европы.  

## Проект
Проект «Суперпарк Яуза» объединит парки вдоль реки Яузы в единую зону отдыха.
Как результат, в столице появится велосипедный (и пешеходный) маршрут от МКАД до проспекта Мира и «Лосиного Острова».
Со временем в него войдёт также территория парка в подмосковных Мытищах.

### Зеленые зоны парка
- Сквер по Олонецкому проезду (Северное Медведково)
- Парк «Яуза» вдоль Заповедной улицы (Южное Медведково) 
  - За 1-м Медведковским мостом располагается большой амфитеатр – эстрадная площадка «Певческое поле» и современная комфортная зона отдыха площадью 34,5 гектара.

- Усадьба Медведково (Свиблово)
  - Территория бывшей деревни Медведково и одноимённой усадьбы (до наших дней не сохранилась) начинается за 2-м Медведковским мостом, на Кольской улице.
  - Сохранилась церковь Покрова Пресвятой Богородицы (начало XVII века).
  - Здесь расположен парк с прудом, дорожками, лавочками, зоной для барбекю, детскими и спортивными площадками.
- Парк «Чермянка» (Отрадное и Южное Медведково):
  - Расположен на берегу реки Чермянки (приток Яузы).
  - Достопримечательность: превратившийся в пешеходный бывший железнодорожный мост ветки Бескудниково – Лосиноостровская; арт-объекты Николая Полисского.
- Сквер у Лазоревого проезда (Свиблово)
  - Благоустроенная прогулочная зона у свибловской излучины реки; рядом расположена усадьба Свиблово.
  - В парке: прогулочные деревянные настилы с шезлонгами и садовыми диванами, пешеходные мостики, четыре спортплощадки (2 для воркаута).
  - Длина велодорожки в этой локации – 3,7 км.
- Парк «Сад будущего» (Ростокино) - находится на месте бывшей усадьбы Леоново; здесь поблизости находится выход со станции метро «Ботанический сад».
- Главный ботанический сад РАН (Останкинский)
- Парк «Останкино» (Останкинский)
- ВДНХ (Останкинский)
- Парк «Акведук» (Ростокино) - парк расположен на проспекте Мира. Главная достопримечательность – Ростокинский акведук; это единственная сохранившаяся часть Мытищинского водопровода, построенного в 1779—1804 годах (первый в Москве).
- «Лосиный Остров» и парк «Сокольники» (Сокольники):
  - Река возвращается в национальный парк «Лосиный Остров» в месте, где он граничит с парком «Сокольники»: эту территорию «Лосиного Острова» называют также «Яузским лесопарком» Архивная копия от 6 августа 2021 на Wayback Machine.

### Сроки
Объединение территорий планируется закончить в 2023 году.